# San Pedro de Macorís
San Pedro de Macorís é um município da República Dominicana e a capital da província homônima.
Sua população estimada em 2012 era de 195 037 habitantes.